# ドーイルワン郡
ドーイルワン郡（ドーイルワンぐん）はタイ北部・チエンラーイ県にある郡（アムプー）である。

## 名称
ドーイルワンとは「大きな山」という意味である。同じチエンラーイ県にあるドーイ・ルワン国立公園とは関係ない。

## 歴史
1996年7月15日、メーチャン郡から分離して成立した。
2007年5月15日の対政府の決定により81の分郡が郡に昇格することとなった。同年8月24日の官報の発行によりドーイルワンの昇格が公的に確認された
。

## 地理
郡はおおむね山岳地帯であり、重要な水源はコック川である

## 経済
郡内の経済のほとんどは農業である。

## 行政区分
郡には3つのタムボンがあり、さらにその下位に30の村が存在する。テーサバーン（自治体）はなく、郡内には3つのタムボン行政体がある。
1. タムボン・ポンノーイ・・・ตำบลปงน้อย
2. タムボン・チョークチャイ・・・โชคชัย
3. タムボン・パーコー・・・หนองป่าก่อ